# 2005 VX3
2005 VX3 — небольшой астероид, транснептуновый объект с самыми большими рассчитанными полуосью и афелием среди всех тел Солнечной системы. Был открыт 1 ноября 2005 года в обсерватории Маунт-Леммон (США), в рамках программы Обзор Маунт-Леммон, которая служит в первую очередь для поиска околоземных астероидов. Относится к дамоклоидам.
2005 VX3 обладает огромной полуосью орбиты, равной 1580 а. е. (больше только у 2014 FE72), а в афелии отдаляется от Солнца на 3197,10 а. е. (0,05 световых лет), что меньше, чем у 2014 FE72, но больше, чем афелии (308933) 2006 SQ372, 2013 AZ60, 2013 BL76, 2009 FW54 (=2012 DR30), 2016 FL59 и 2002 RN109. В перигелии 2005 VX3 находится в 4,133 астрономических единиц от Солнца (ближе Юпитера). Объект обладает одним из самых больших значений эксцентриситета орбиты e=0,9974 (у 2015 ER61 e=0,9991, но он в 2016 году был классифицирован как комета C/2015 ER61 (PANSTARRS)). Период обращения 2005 VX3 вокруг Солнца составляет 60,6 тыс. лет. Плоскость орбиты (i) наклонена на 112,42 °, то есть объект движется по ретроградной орбите. Абсолютная магнитуда H=14,1. В перигелии температура поверхности составляет    -139 ℃, в афелии — -267 ℃. Диаметр объекта при альбедо 0,09 оценивается в 7 км. 2005 VX3 вероятно является объектом рассеянного диска, а в прошлом, возможно, был объектом внутренней части облака Оорта.